# Togo nos Jogos Olímpicos de Verão da Juventude de 2010
O Togo participou dos Jogos Olímpicos de Verão da Juventude de 2010 em Cingapura. Cada um dos quatro atletas de sua delegação competiu em um esporte.

## Atletismo
| Evento          | Atleta           | Qualificação | Qualificação | Final     | Final         |
| Evento          | Atleta           | Resultado    | Posição      | Resultado | Posição       |
| --------------- | ---------------- | ------------ | ------------ | --------- | ------------- |
| 1000 m feminino | Pouwédeou Adjodi | 3:02.63      | 14º (7º q2)  | 3:00.52   | 15º (Final A) |

## Judô
| Evento                     | Atleta             | 1ª rodada                | 1ª rodada repescagem | 2ª rodada repescagem       | 3ª rodada repescagem | Semifinais repescagem | Final repescagem A | Disputa pelo bronze A | Pos. final |
| -------------------------- | ------------------ | ------------------------ | -------------------- | -------------------------- | -------------------- | --------------------- | ------------------ | --------------------- | ---------- |
| Djamila Tchaniley-Larounga | Até 63 kg feminino | BOT Neo Kapeko D 000-100 | Sem oponente         | NZL Haley Baxter D 000-100 | Não avançou          | Não avançou           | Não avançou        | Não avançou           | --         |

## Natação
| Evento               | Atleta                   | Qualificação    | Qualificação | Semifinais  | Semifinais  | Final       | Final       |
| Evento               | Atleta                   | Resultado       | Posição      | Resultado   | Posição     | Resultado   | Posição     |
| -------------------- | ------------------------ | --------------- | ------------ | ----------- | ----------- | ----------- | ----------- |
| 50 m livre masculino | Yao Messa Roger Amegbeto | 40.50           | 48º (7º q2)  | Não avançou | Não avançou | Não avançou | Não avançou |
| 50 m peito masculino | Yao Messa Roger Amegbeto | Desclassificado | -- (-- q1)   | Não avançou | Não avançou | Não avançou | Não avançou |

## Taekwondo
| Evento             | Atleta            | 1ª rodada                      | Quartas-de-final | Semifinais  | Final       | Pos. final |
| ------------------ | ----------------- | ------------------------------ | ---------------- | ----------- | ----------- | ---------- |
| Até 55 kg feminino | Michelle Dorkenoo | KIR Kaburee Ioane D RSC 2 1:16 | Não avançou      | Não avançou | Não avançou | 10º        |